# Adam Węgliński
Adam Węgliński (Węgleński) herbu Godzimba (zm. przed 20 lutego 1679) – łowczy chełmski od 1661 roku.
Poseł na sejm 1662 roku z ziemi chełmskiej.